# Willi Achten

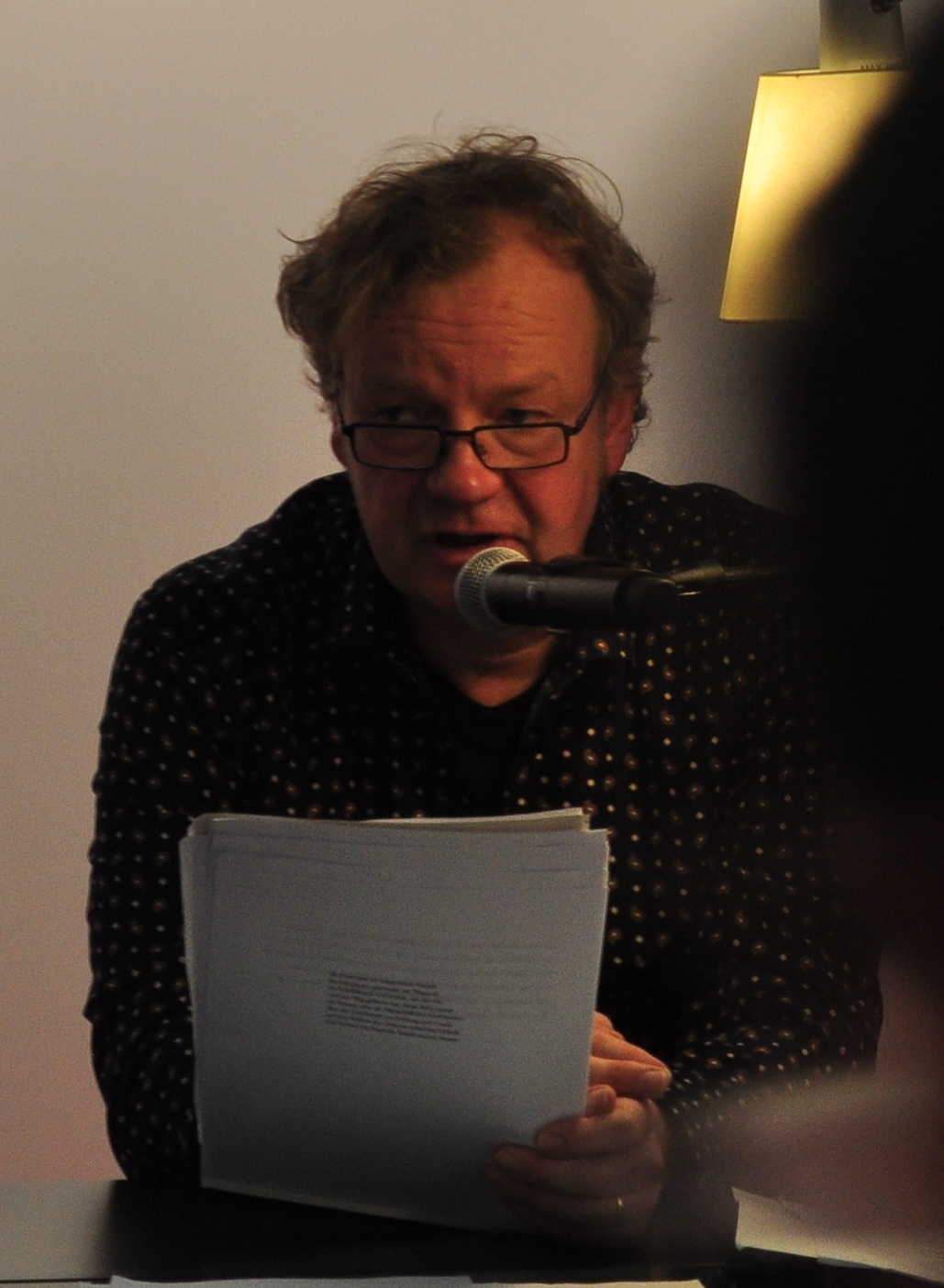
Willi Achten auf der Frankfurter Buchmesse 2018

Willi Achten (* 21. März 1958 in Mönchengladbach) ist ein deutscher Schriftsteller.

## Leben
Willi Peter Leonhard Achten wuchs in Niederkrüchten-Elmpt auf und besuchte das Gymnasium St. Wolfhelm in Waldniel. Er studierte von 1978 bis 1983 in Bonn Germanistik und in Köln Sonderpädagogik und wurde Lehrer in Aachen. Ausgedehnte Reisen führten ihn nach Marokko und Sri Lanka. Er leitete Seminare in der Lehrerfortbildung und an der Universität zu Köln zum Thema Kreatives Schreiben. Seit den frühen 1990er Jahren ist Achten auch als Schriftsteller tätig. Sein erster Gedichtband erhielt den 2. Düsseldorfer Lyrikpreis. Er veröffentlichte Romane, die zum Teil durch Arbeitsstipendien des Landes Nordrhein-Westfalen und (2002) der Kunststiftung NRW gefördert wurden. Für seinen Roman Ameisensommer erhielt er den „Diotima Literaturpreis“ und den Dormagener Federkiel. Von 1997 bis 2000 war er (unter anderem zusammen mit den Autoren Jürgen Nendza, Sylvie Schenk und Hermann-Josef Schüren sowie dem Musiker Ludger Singer) Mitglied der Künstlergruppe „Herrenlose Zungen“, die versuchte, gängige literarische Lesungen durch das Konzept des „Textkonzertes“ für einen Musiker und vier Autoren aufzubrechen.
Achtens 2008 erschienenes Buch Die florentinische Krankheit ist eine Liebesgeschichte; der Roman „ist vielschichtig und verfolgt mehrere Erzählstränge, die geschickt mit einander verknüpft und verwoben werden.“

Willi Achten ist verheiratet und hat zwei Söhne. Er lebt nahe Aachen in Vaals (Niederlande).

### Ameisensommer
Dieser mehrfach preisgekrönte und besprochene Roman besteht aus 41 atmosphärisch dichten Miniaturen, die die Geschichte eines Vaters erzählen, der sich mit seinem Sohn aufgemacht hat, in Marokko nach einer verschwundenen arabischen Frau, der Mutter des Kindes, zu suchen. In den Texten, worin sich Reales und Surreales mischen, werden detailgenau und ausdrucksstark Sinneseindrücke und Gefühle sowie die Landschaft der Sahara beschrieben. „Unter der Hand gewinnt die Wirklichkeit das Aussehen eines Traums, der Traum das der Wirklichkeit. Was ist Wirklichkeit? Die Frage durchzieht das ganze Buch.“ Poetisch durchzieht den Roman auch eine Tier-Metaphorik, es herrscht eine melancholische Grundstimmung. Anschaulich werden zwischenmenschliche Beziehungen dargestellt: „Das Flüstern ist jetzt laut. Es ist schrill und spitz, wenn die Mutter zischelt. Die Stimme des Vaters tönt rauh und dunkel wie das Röhren von Wasser in einem Abflußrohr. Der Junge legt sich auf die Seite. Drückt sein Ohr auf das Kopfkissen. Auf das andere Ohr preßt er den Plüschbären. Dann ist es ruhig - dank des Bären und dank des Kissens.“

## Werke
Bücher
- Die wir liebten. Roman. Piper-Verlag, München 2020, ISBN 978-3-492-05994-7
- Nichts bleibt. Roman. Pendragon Verlag, Bielefeld 2017, ISBN 978-3-86532-568-6
- Dahinter das Meer. Ausgewählte Gedichte. Edition Virgines, Düsseldorf 2016, ISBN 978-3-944011-53-0
- Die florentinische Krankheit. Roman. Edition Köln, Köln 2008, ISBN 978-3-936791-57-0
- Die florentinische Krankheit. Lyrik. Matussek, Nettetal 2000, ISBN 3-920743-83-0
- Ameisensommer. Roman. Grupello, Düsseldorf 1999, ISBN 3-933749-14-X
- Von Liebe und Blau. Roman. Gollenstein, Blieskastel 1999, ISBN 3-933389-13-5
- Transfer. Erzählungen. Grupello, Düsseldorf 1997, ISBN 3-928234-61-7
- Das Privileg von Pfeffer & Salz. Gedichte. Alano-Verlag, Aachen 1994, ISBN 3-89399-219-7

Prosa in Anthologien und Kulturzeitschriften
- Sophia. In: Signum. Blätter für Kultur und Kritik. Nr. 8. Dresden 2006, ISSN 1438-9355
- Mogador. In: Zeichen & Wunder. Vierteljahresschrift für Kultur. Nr. 42, Frankfurt 2002, ISSN 0946-1809
- Der Schattenmund. Erzählung. In: Muschelhaufen, Jahresschrift für Literatur & Grafik, Nr. 39/40, Viersen 2000, ISSN 0085-3593
- Hollywood am Mauergäßchen. In: Ingrid Straube (Hrsg.): Aachen/Prosa/Heute. Alano: Aachen 1989